# Alexis Thomas
Alexis Thomas, né le 29 mars 1896 au Puy (Haute-Loire) et mort le 11 janvier 1962 à Eaubonne (Val-d'Oise), a été un dirigeant d'une association d'anciens combattants, l'Union nationale des combattants (UNC), et un éphémère député français de la IVe République finissante, en 1958.

## Biographie

### Ancien combattant de la Première Guerre mondiale
Alexis Thomas est issu d'une famille paysanne de Saint-Préjet-Armandon, en Haute-Loire.
En 1915, il est aspirant à l'École spéciale militaire de Saint-Cyr. Il est affecté en septembre de cette année au 146e régiment d'infanterie, est promu sous-lieutenant en avril 1916. Blessé en avril 1916 dans la Meuse par un éclat d'obus, et blessé par balle en juillet de la même année, dans la Somme, il est invalide à 65 %, à la main droite notamment. Le pourcentage est porté à 100 % en 1937. Il reçoit la croix de guerre ainsi que la croix de chevalier de la Légion d'honneur à titre militaire, en 1919. Il est lieutenant de réserve en 1923, puis capitaine en 1935.
Diplômé de l'École spéciale des travaux publics, il est ingénieur aux Ets De Wendel à Rosselange et à Moyeuvre-Grande, en Moselle,. Il fonde et préside une association d'anciens combattants à Rosselange en 1919, fonde et préside le groupement des mutilés de la vallée de l'Orne, devient en 1930 le président du « groupe de Lorraine » (de Moselle en fait) de l'Union nationale des combattants (UNC), la deuxième plus importante fédération d'anciens combattants de l'entre-deux-guerres en France. Il est vice-président, puis président en mai 1938 de l'Union départementale des associations d'anciens combattants et victimes de guerre de la Moselle, constituée en 1934. Il accède au conseil d'administration de l'UNC en 1932, est élu assesseur à son bureau en 1934, à l'occasion du congrès national de Metz, qu'il a organisé, puis vice-président à partir de 1935. Ce qui lui permet d'être promu officier de la Légion d'honneur l'année suivante, au titre du ministère des pensions. Membre du bureau de la Confédération nationale des anciens combattants, il est élu en 1938 au conseil supérieur de l'Office des mutilés, anciens combattants et pupilles de la nation.

### Engagement politique anticommuniste
C'est en 1936 que débute son engagement politique, contre le communisme. Il se présente aux législatives contre le communiste dissident Émile Béron, dans la circonscription de Thionville-Ouest, sans succès,,. Lors de l'assemblée générale de l'UNC d'Hayange, il présente en mars 1936 le programme d'« action civique » de l'UNC et demande le « ralliement de tous les bons Français ». Il présente ensuite sa candidature devant des délégués des anciens combattants de la circonscription. Elle est dirigée, devant la gravité de la situation intérieure et extérieure, contre les partis politiques et le député sortant. L'UNC de Moselle n'hésite pas alors à quitter le terrain de la simple action civique et à faire de la politique, contre « les luttes stériles des classes » (allusion au Front populaire) et pour « une République saine et disciplinée, une République des anciens combattants », même si Thomas se proclame indépendant et apolitique.
Il partage l'anticommunisme des dirigeants parisiens de l'UNC, Jean Goy et Georges Lebecq, qui souhaitent dès le mois de mai 1936 la formation d'un rassemblement national anti-révolutionnaire. Après les décrets de dissolution des ligues en juin par le nouveau gouvernement du Front populaire, ils estiment qu'il leur appartient de prendre la relève,. Thomas participe comme orateur au meeting organisé par l'UNC à Paris, salle Wagram, le 21 juillet, aux côtés de Jean Goy qui appelle au rassemblement pour barrer la route au communisme et souhaite rompre avec la neutralité qui était la ligne de l'UNC. Il y déclare : « Nous ne pouvons pas laisser notre pays aller à la débâcle. (...) Nous nous dressons contre la révolution qui monte pour dire: Vous ne passerez pas ! (...). Il est temps, il est grand temps d'agir ». Au congrès départemental du groupe mosellan de l'UNC quelques jours auparavant, une motion de lutte contre le communisme avait été adoptée. Justifiée par la gravité des événements intérieurs et extérieurs, elle demandait une « action immédiate afin d'assurer la sécurité, le travail, la liberté dans l'ordre, dans le droit et la légalité », au lendemain des grèves de 1936, et de lutter contre « les champions des doctrines de haine et de désordre ». Thomas, fin juin 1936, appelait déjà en Vendée au « rassemblement français sous les plis du drapeau tricolore ». Ce rassemblement, que Goy baptise le « Rassemblement français », s'adresse à tous les groupements et partis anticommunistes. Il va végéter et s'avérer être un échec. 
Thomas se fait le promoteur du rassemblement voulu par l'UNC, et sillonne la France en 1936-37 pour convaincre les sections locales de l'UNC et dénoncer les dangers du communisme,,,. Il évoque aussi l'isolement de la France, dénonce le pacte franco-soviétique, et parle de l'Allemagne, qu'il prétend connaître après un séjour de plusieurs semaines dans ce pays, et qui l'a visiblement ébloui. C'est qu'il est membre du Comité France-Allemagne, comme d'autres dirigeants de l'UNC. Goy est l'un des secrétaires généraux du CFA. Pourtant, en 1935, Thomas affirmait qu'il ne fallait « pas oublier que l'Allemagne est une caserne mystique pleine de dangers (et) qu'il y a chez elle une perpétuelle contradiction entre ses paroles et ses actes ».
En Moselle, les résolutions des sections de l'UNC et de la Relève (les jeunesses de l'UNC) restent cependant vagues et hésitantes à l'été 1936, alors que le Parti social français (PSF) vient de se former et que des hommes politiques lancent le Front lorrain, qui entend rassembler les nationaux contre le communisme. Le 15 septembre, les dirigeants mosellans de l'UNC décident de lancer une série de conférences et de créer le « rassemblement immédiat de ceux qui veulent une république vraiment française et nationale ». Alexis Thomas adresse des directives à tous les présidents de section du département pour les convaincre de constituer des groupes locaux du Rassemblement français. Mais il a été assez peu suivi, à l'exception de quelques sections : Moyeuvre-Grande, Morhange, Woippy, Stiring-Wendel. En mars 1937, les dirigeants de l'UNC de Moselle se réunissent à Metz afin de mettre au point ce Rassemblement français tant attendu. Mais des délégués font part de leurs réticences. Thomas propose que la question du Rassemblement français soit déconnectée de l'UNC de Moselle et que chaque membre et chaque section soient libres d'y adhérer. Mais là-encore, des réticences se font jour ; la section messine refusant par exemple d'y adhérer considérant que la « question du rassemblement français est de nature à créer de regrettables divisions », et de nombreux adhérents refusent toujours de « faire de la politique ». Thomas continue quant à lui de fustiger le « communisme destructeur » et « la mainmise politique de certains clans sur la vie syndicale ». Il assiste à une réunion du Parti républicain national et social à Metz en janvier 1939 pour écouter Pierre Taittinger et Jean-Louis Tixier-Vignancour. En 1938, il se présente, encore sans succès, à une élection cantonale, dans le canton de Moyeuvre-Grande, contre un communiste. En novembre, après la crise de Munich, il appelle à la formation d'un gouvernement « stable et fort, créé en dehors et au-dessus des partis (...) (qui devra) renforcer la défense nationale ».

### Seconde Guerre mondiale
Alexis Thomas est mobilisé en août 1939, au 199e régiment d'infanterie de forteresse. Il est blessé par l'éclat d'une bombe en avril 1940, et démobilisé en août. Sous l'Occupation, il est délégué à Vichy du Comité d'organisation de l'industrie cinématographique puis le 31 décembre 1941 représentant général en zone non-occupée de ce comité d'organisation, sous les ordres notamment de Robert Buron. Il est décoré de la francisque par le régime de Vichy (no 2285). 

### Président de l'UNC
Promu commandeur de la Légion d'honneur en 1946, vice-président de l'Union nationale des combattants depuis 1935, il succède en mai 1954 à Alfred de Pontalba à la présidence de cette fédération lors de son 30e congrès, à Fontainebleau. Il fait alors partie des dirigeants d'associations d'anciens combattants qui mènent des discussions avec des Allemands dirigeants d'associations semblables, dans le contexte des débats sur la Communauté européenne de défense (CED). Ces discussions ont commencé en 1952, en lien avec l'Union européenne des fédéralistes (UEF) d'Henri Frenay. Grâce à ce dernier, l'UNC a adhéré à l'UEF, qui préconise une défense européenne dirigée contre l'URSS communiste, dans le contexte de la guerre froide. Alexis Thomas siège en 1954 au conseil national du Mouvement fédéraliste français La Fédération, proeuropéen et lié à l'UEF, du moins jusqu'en 1956. Les discussions avec les Allemands débouchent en 1955 sur la création de la Fédération européenne des anciens combattants (FEDAC), à laquelle l'UNC et des associations allemandes adhèrent. Thomas a participé à sa création.
Partisan de l'Algérie française, il est vice-président de l’Union pour le salut et renouveau de l'Algérie française (USRAF) de Jacques Soustelle, née en 1956,. Il participe en juin 1956 à une conférence de presse de l'USRAF, aux côtés de Soustelle et de dirigeants et de proches de La Fédération (son principal animateur André Voisin, Brigitte Luc, André Malterre). Il affirme en 1957 sa « volonté tenace: maintenir l'Algérie française » dans le périodique de l'USRAF. En juin 1957, au congrès de Lille de l'UNC, une motion proclame que l'Algérie est une portion du territoire français et qu'on ne saurait, sans trahir, envisager son détachement de la France. Elle s'élève avec force « contre la campagne de calomnies organisée à l'égard de notre armée et de nos administrateurs, qui portent avec héroïsme le poids des combats nécessaires à la pacification et au rétablissement de l'ordre, étape préliminaire indispensable aux réformes politiques, sociales et économiques dont tous les Français reconnaissent la nécessité ». Abjure le gouvernement de « réprimer avec énergie, sans équivoque et de quelque côté qu'elles viennent, toutes les menées antinationales », proclame enfin « la nécessité d'une campagne immédiate énergique pour montrer à l'étranger que la France n'a jamais fait de discrimination raciale et peut être justement fière de son action, de ses administrateurs et de son armée ». En juillet 1957, Alexis Tomas gagne Alger au nom de l'UNC pour participer à une cérémonie d'anciens combattants devant le monument aux morts ; ils font le serment de « s'opposer par tous les moyens à toute mesure qui menacerait l'intégrité du territoire et l'unité française ». Il y prend part aux côtés d'autres personnalités comme le général Jean Touzet du Vigier, Alexandre Sanguinetti, secrétaire général du Comité d'action des associations d'anciens combattants (CAANAC), Maxime Blocq-Mascart, le colonel Pierre-Louis Bourgoin. Les autorités officielles locales (Robert Lacoste) et l'armée (général Salan) ont apporté leur concours à ces cérémonies, voulues par le Comité d'entente d'Alger des anciens combattants (CEAC),,,. 
En mars 1958, Thomas et le général Georges Revers conduisent des anciens combattants près de l'Hôtel de Matignon et demandent au gouvernement et au Parlement de « s'opposer à tout abandon en Afrique du Nord (...) et de restaurer l'État ».

### Député en 1958 à la fin de laIVeRépublique
Il se présente en mars 1958 à une élection législative à Paris, dans la deuxième circonscription de la Seine (Ier, IIe, VIIIe, XVIe, XVIIe et XVIIIe arrondissements), afin de succéder au leader communiste décédé Marcel Cachin, à un moment où la IVe République est contestée et où la guerre d'Algérie attise les passions politiques. Outre les candidats de gauche, il doit affronter sur sa droite les nationalistes du Front national des combattants de Jean-Marie Le Pen, qui lui oppose un Kabyle musulman, Ahmed Djebbour, pour mettre ses actes en conformité avec ses discours (démontrer aux Algériens qu'ils sont Français et qu'un musulman peut être élu à Paris). Il regrette que Thomas « soit un homme que ni son âge ni ses activités ne désignent pour être un symbole de l'avenir ». Ce dernier affronte sur sa gauche un gaulliste, ancien ministre, le général Pierre Billotte, soutenu par d'autres gaullistes tel Jacques Debû-Bridel, qui déplore « l'escroquerie » que représente la candidature de Thomas et le soutien que lui apportent certains gaullistes comme Jacques Soustelle ou les Républicains sociaux. Thomas est appuyé par la majeure partie de la droite parisienne, au nom du combat pour l'Algérie française : les poujadistes, le Centre national des indépendants et paysans (CNIP) et sa fédération parisienne dirigée par Pierre Taittinger, les modérés du Rassemblement des gauches républicaines, le Centre républicain, le Parti républicain et social de la réconciliation française, etc.,. L'UNC le soutient aussi, mais souligne le caractère apolitique de sa candidature. Celle-ci a provoqué des polémiques, qui se chevauchent : à propos de son passé avant la guerre et sous l'Occupation, et au sujet de l'Algérie française qu'il défend.
Des réunions électorales de Thomas sont perturbées par Le Pen et ses militants. À la salle Pleyel notamment. Thomas y donne une réunion, entouré par des élus de droite (Soustelle, Jacques Isorni, Édouard Frédéric-Dupont, Bernard Lafay, Antoine Pinay, Jean-Paul David, Pierre de Léotard, Jean-Louis Vigier, Georges Laffargue, etc.). Ces élus évoquent l'Algérie française. Soustelle affirme que « si nous cédons sur l'Algérie, il n'y aura plus de limites au déclin de la France » et critique le régime ; le sénateur Laffargue fustige quant à lui la « trahison intérieure » et les « intellectuels fatigués », dont certains « sont largement (des) invertis ». Mais Pinay est empêché de parler, Thomas ne peut terminer son discours car des militants nationalistes s'emparent de la scène et Le Pen du micro. Un militant nationaliste lance : « Qu'est-ce que tu faisais en 1940 ? ». La police fait ensuite évacuer la salle. C'est lors d'une autre réunion de Thomas, également perturbée par Jean-Marie Le Pen, que ce dernier sera blessé à l'œil le 28 mars 1956, rue Damrémont. Il laissera croire par la suite qu'il a sacrifié un œil au cours d'une bagarre pour défendre Djebbour,.

Ce sont le général Billotte, Debû-Bridel, d'autres anciens résistants et le Parti communiste qui mettent surtout en cause son passé. Dans une réunion électorale, Debû-Bridel, ancien résistant gaulliste, s'interroge : « Comment un homme comme Jacques Soustelle, qui fut le plus proche collaborateur du général de Gaulle, peut-il aujourd'hui soutenir celui qui a reçu la francisque n° 2 285 des mains du maréchal Pétain ? ». Dix-sept personnalités de la résistance, gaullistes de gauche, démocrates-chrétiennes ou de gauche, parmi lesquelles Gilberte Brossolette, Debû-Bridel, Léo Hamon, le général Brouillac, Francisque Gay, Henry Torrès, Jean Pierre-Bloch, Daniel Meyer ou Yvon Morandat, écrivent dans un appel : 

« Considérant qu'un homme dont le comportement du point de vue national a été discutable ne saurait dignement représenter la souveraineté nationale et que toute autorité lui manquerait pour l'exprimer, nous dénonçons au peuple de Paris Alexis Thomas, ancien membre du comité France-Allemagne, ancien président de la Légion française des combattants en Moselle, collaborateur intime du collaborateur Jean Goy, titulaire de la francisque n° 2285, écarté en 1946 de toute fonction dirigeante au sein des organismes d’anciens combattants. »

 Les Allemands n'ont pourtant jamais accepté la Légion française des combattants en zone occupée et a fortiori en Moselle, qui était alors annexée depuis la défaite de 1940. Ces 17 personnalités, à l'exception de Gilberte Brossolette qui ne veut pas se prêter à une « opération électorale », cherchent en vain à mettre en place une candidature d'union de la gauche. 58 élus parisiens dénoncent en retour ces attaques, ainsi que la candidature du général Billotte. Quant à Thomas, il évoque des « accusations sectaires » et rétorque qu'il s'agit d'une « campagne d'infamie dirigée ou inspirée par les communistes ». Qu'il a effectivement été mandaté par l'UNC pour faire partie du comité France-Allemagne parce qu'il habitait alors en Moselle, à Metz, et qu'il parlait l'allemand, que ce comité avait été fondé « afin de rencontrer des anciens combattants allemands, pour les amener à nos conceptions de la liberté et de la paix » [les anciens combattants français n'ont en fait pas attendu le CFA pour discuter avec leurs homologues d'outre-Rhin] et que les associations d'anciens combattants ont quitté le CFA début 1938 [en réalité début 1939] lorsqu'elles ont vu « le véritable visage de leurs interlocuteurs ». Que les communistes ont cherché à la Libération à le déshonorer et à l'exclure du monde combattant mais qu'il a pu fournir des attestations, notamment de son ancien chef Robert Buron et d'un colonel des Forces françaises de l'intérieur (FFI) avec qui il aurait été en relation constante. Quant à Jean Goy, il aurait été déchu de sa présidence lors d'une réunion clandestine de l'UNC en septembre 1940. Enfin, il souligne à raison que le gouvernement l'a fait commandeur de la Légion d'honneur en 1946.  
Alexis Thomas arrive en tête au premier tour (125 298 voix, contre 69 135 pour le candidat communiste, 29 079 pour le candidat socialiste, 26 021 pour Billotte, 9 730 pour Djebbour) et est élu au second avec 57 % des suffrages exprimés. 

### Les débuts de laVeRépublique
Thomas demeure président de l'UNC jusqu'à son décès début 1962. L'UNC a accueilli favorablement le retour du général de Gaulle. Une motion du congrès de Bordeaux en mai 1958 souligne que « le maintien de l'unité française doit être le premier objectif des Français conscients des dangers de division et des luttes fratricides qui nous menacent », et fait appel « à tous les anciens combattants comme à tous les Français, ceux de la métropole, ceux de l'Algérie et de l'Union française, pour que se confirme cette volonté d'unité dans la légalité affirmée à plusieurs reprises ces derniers jours, tant à Alger qu'à Paris ». Le mois suivant, alors que le général de Gaulle a été investi par l'Assemblée nationale, l'UNC appelle les anciens combattants, de la métropole, d'Algérie et des territoires d'outre-mer, « à se ranger dans le calme et avec discipline derrière un gouvernement de salut national, présidé par le général de Gaulle, seul capable aujourd'hui d'éviter les luttes fratricides et de rénover la République ». Elle fait campagne pour le référendum du 28 septembre 1958, appelant « à voter et à faire voter oui pour qu'une majorité massive rende possible la rénovation nationale ». Alexis Thomas donne une conférence de presse en septembre 1958 au siège de l'UNC pour faire connaitre sa position favorable, aux côtés de dirigeants d'autres associations comme Jacques Bassot et André Voisin, de La Fédération, Brigitte Luc, présidente de la fédération nationale des femmes, le syndicaliste catholique André Malterre. 
Candidat aux élections législatives de novembre 1958 dans la septième circonscription de la Seine (IXe arrondissement) sous l’étiquette « Union nationale républicaine et sociale », Alexis Thomas n'est cependant pas réélu ; il est devancé par le candidat gaulliste, René Moatti, élu député, et une candidate indépendante.
En 1959, l'UNC affirme vouloir apporter « tout son concours au gouvernement » mais demande le rétablissement de la retraite du combattant. 

Thomas et l'UNC demeurent partisans de l'Algérie française. Lors du 36e congrès de l'UNC à Angers en mai 1960, Thomas affirme : 

« Les hommes qui sont ici sont des vainqueurs. Ils ne toléreront jamais ni les abandons ni les trahisons. Ils se dressent toujours contre les calomniateurs de l'armée française. Ces vainqueurs, pour que l'Europe se fasse, sont prêts à faire taire leurs ressentiments légitimes et à tendre la main à leurs ennemis d'hier. Ils sont sûrs qu'à l'heure du choix l'Algérie choisira la solution la plus française. »

 Dans un appel intitulé « Les quatre cent mille de l’UNC répondent aux cent vingt et un », il dénonce en octobre les signataires du Manifeste des 121, exigeant « des sanctions impitoyables contre les inconscients et surtout contre les traîtres »,. Avec d'autres associations d'anciens combattants (Rhin et Danube, les Anciens de la 2e D. B., Flandre-Dunkerque, les Anciens des Forces françaises libres, les Anciens du corps expéditionnaire français d'Italie), l'UNC appelle ses adhérents à manifester à Paris, dans le calme et le silence, contre ce manifeste. Le 37e congrès de 1961, à Caen, presse « les autorités responsables de la politique de la France de tenir compte de l'angoisse profonde des populations d'Algérie, de témoigner à celles-ci la sollicitude et la chaleur humaine que l'on doit à des compatriotes et de contribuer par le contact, par l'explication, par la recherche d'une sécurité réelle des personnes et des biens, par la sauvegarde des intérêts légitimes de la France, à la création d'un climat nouveau de confiance et d'unité ».